# Deep In The Motherlode
Deep in the Motherlode (en español: Profundo en la veta madre), también titulada Go West Young Man (In the Motherlode) (Ve al oeste, joven (en la veta madre)) ,es una canción interpretada y grabada por Genesis, con letra y música de Mike Rutherford. Se publicó como la sexta pista del álbum de 1978 del grupo ...And Then There Were Three... bajo el título "Deep in the Motherlode".
La canción cuenta una historia ficticia de los viajes de un hombre durante la fiebre del oro de Nevada y la insistencia de su familia para que consiga todo el oro que pueda.
Una veta madre es una rica veta de metal valioso en una mina. La letra "Go West, young man" es una referencia a una famosa frase de Horace Greeley, quien, en un editorial del 13 de julio de 1865, aconsejaba "Ve al Oeste, joven, ve al Oeste y crece con el país".
La canción fue interpretada en directo por Genesis en su gira de 1978 y se utilizó como número de apertura frecuente en su gira de 1980, pero la canción no se interpretó en directo a partir de entonces. En Japón y Norteamérica se lanzó como single, pero retitulado como "Go West Young Man (In the Motherlode)"

- Datos: Q4248131